# Yiinthi lycodes
Yiinthi lycodes là một loài nhện trong họ Sparassidae.
Loài này thuộc chi Yiinthi. Yiinthi lycodes được Tord Tamerlan Teodor Thorell miêu tả năm 1881.